# كأس أمم أوقيانوسيا 2008
كأس أمم أوقيانوسيا 2008 في نسختها الثامنة جائت بحلة جديدة. لقد تم وضع جدول بنظام الدوري الكامل بين المنتخبات الأربعة حسب الأيام الدولية التي حددها الاتحاد الدولي لكرة القدم للعب فيها وذلك في سنتي 2007 و2008. وهي تعتبر أيضا الدور الثاني من تصفيات كأس العالم 2010. أبرز التغييرات عن النسخة السابقة هو عدم مشاركة منتخب أستراليا الذي قرر الانسحاب من اتحاد أوقيانوسيا لكرة القدم والانضمام إلى الاتحاد الآسيوي لكرة القدم وعدم لعب البطولة على ملعب ثابت كما تم تقليل عدد المنتخبات من 8 إلى 4 منتخبات.
حقق كأس البطولة منتخب نيوزيلندا حيث تأهل إلى بطولة كأس القارات 2009 والملحق القاري مع خامس تصفيات آسيا منتخب البحرين حيث استطاع التغلب عليه والتأهل إلى بطولة كأس العالم لكرة القدم 2010 في جنوب أفريقيا.

## المنتخبات المشاركة
المنتخبات الأربعة المشاركة في كأس أمم أوقيانوسيا 2008 هي :
- نيوزيلندا (تأهل بطريقة مباشرة)
- كاليدونيا الجديدة (حامل الميدالية الذهبية في كرة القدم في دورة ألعاب جنوب المحيط الهادي 2007)
- فيجي (حامل الميدالية الفضية في كرة القدم في دورة ألعاب جنوب المحيط الهادي 2007)
- فانواتو (حامل الميدالية البرونزية في كرة القدم في دورة ألعاب جنوب المحيط الهادي 2007)

## نهائي البطولة

### النتائج
| فيجي | 0 – 2   | نيوزيلندا                           |
| ---- | ------- | ----------------------------------- |
|      | التقرير | إيفان فيسليتش 37' · شاين شميلتز 86' |

| فانواتو          | 1 – 2   | نيوزيلندا                             |
| ---------------- | ------- | ------------------------------------- |
| جان نابرابول 32' | التقرير | شاين شميلتز 53' · ديفيد موليغان 90+3' |

| فيجي                                         | 3 – 3   | كاليدونيا الجديدة                               |
| -------------------------------------------- | ------- | ----------------------------------------------- |
| فاليريو ناواتو 2' · أوسي فاكاتاليساو 27' 86' | التقرير | رامون غياماسي 66' · ميل كودر 83' · ميشيل مي 87' |

| نيوزيلندا                                               | 4 – 1   | فانواتو            |
| ------------------------------------------------------- | ------- | ------------------ |
| ديفيد موليغان 17' 81' · شاين شميلتز 29' (ركلة جزاء) 34' | التقرير | فرانسوا ساكاما 50' |

| كاليدونيا الجديدة                                                | 4 – 0   | فيجي |
| ---------------------------------------------------------------- | ------- | ---- |
| بيير واجوكا 29' (ركلة جزاء) · ميشيل مي 32' 61' · ماريوس مابو 64' | التقرير |      |

| فانواتو           | 1 – 1   | كاليدونيا الجديدة |
| ----------------- | ------- | ----------------- |
| إيتيان ميرمير 77' | التقرير | رامون دجامالي 73' |

| كاليدونيا الجديدة                                | 3 – 0   | فانواتو |
| ------------------------------------------------ | ------- | ------- |
| بيير واجوكا 36' · ميشيل مي 60' · باتريك دييك 87' | التقرير |         |

| فيجي                                | 2 – 0   | فانواتو |
| ----------------------------------- | ------- | ------- |
| ساليش كومار 7' · ماسيو دونادامو 87' | التقرير |         |

| كاليدونيا الجديدة | 1 – 3   | نيوزيلندا                            |
| ----------------- | ------- | ------------------------------------ |
| ميشيل مي 55'      | التقرير | بن سيغموند 16' · شاين شميلتز 65' 75' |

| فانواتو                                | 2 – 1   | فيجي                 |
| -------------------------------------- | ------- | -------------------- |
| فرانسوا ساكاما 59' · ديريك مالاس 90+2' | التقرير | ماسيو دونادامو 90+3' |

| نيوزيلندا                               | 3 – 0   | كاليدونيا الجديدة |
| --------------------------------------- | ------- | ----------------- |
| شاين شميلتز 49' 76' · جيريمي كريستي 69' | التقرير |                   |

| نيوزيلندا | 0 – 2   | فيجي               |
| --------- | ------- | ------------------ |
|           | التقرير | روي كريشنا 63' 90' |

| الفريق            | لعب | فاز | تعادل | خسر | له | عليه | +\- | النقاط |
| ----------------- | --- | --- | ----- | --- | -- | ---- | --- | ------ |
| نيوزيلندا         | 8   | 7   | 1     | 0   | 24 | 4    | 20+ | 22     |
| كاليدونيا الجديدة | 8   | 7   | 0     | 1   | 18 | 4    | 14+ | 21     |
| فيجي              | 8   | 4   | 2     | 2   | 11 | 12   | 1-  | 14     |
| فانواتو           | 8   | 3   | 0     | 5   | 6  | 10   | 4-  | 9      |

| كأس أوقيانوسيا للمنتخبات 2008 |
| ----------------------------- |
| · نيوزيلندا · للمرة الرابعة   |

## الهدافون
تم تسجيل 39 هدف في 12 مباراة بمعدل 3.25 هدف في المباراة الواحدة. أسماء اللاعبون بخط غامق تأهلوا إلى الملحق القاري.
8 أهداف
- شاين شميلتز

5 أهداف
- ميشيل مي

3 أهداف
- ديفيد موليغان

هدفين
| - ماسيو دونادامو - روي كريشنا | - أوسي فاكاتاليساو - بيير واجوكا | - فرانسوا ساكاما |

هدف
| - ساليش كومار - فاليريو ناواتو - باتريك دييك - رامون دجامالي - رامون غياماسي | - ميل كودر - ماريوس مابو - جيريمي كريستي - بن سيغموند | - إيفان فيسليتش - ديريك مالاس - ايتيان ميرمير - جان ناكو نابرابول |

### روابط إضافية
- http://www.oceaniafootball.com